# 黄陂镇 (宜黄县)
黄陂镇，是中华人民共和国江西省抚州市宜黄县下辖的一个乡镇级行政单位。

## 行政区划
黄陂镇下辖以下地区：
黄陂镇社区、黄陂村、塘圩村、十都村、秀源村、中田村、芒坳村、大源村、安槎村、罗湾村、拿山村、蛟湖村、霍源村、西源村、丰产村、上堡村、港南村、竹溪村和大名村。